# Leptocometes hispidus
Leptocometes hispidus là một loài bọ cánh cứng trong họ Cerambycidae.